# 2B11
El 2B11 es un mortero de 120 mm desarrollado por la Unión Soviética en 1981 y posteriormente utilizado en el ejército soviético. El diseño básico del 2B11 se tomó del clásico mortero de 120 mm Modelo 1943, e incorporó cambios para hacer al mortero menos pesado. Es una parte del 2S12 Sani.
El 2B11 ha proliferado en otros países principalmente como resultado del colapso de la Unión Soviética.

## Operadores

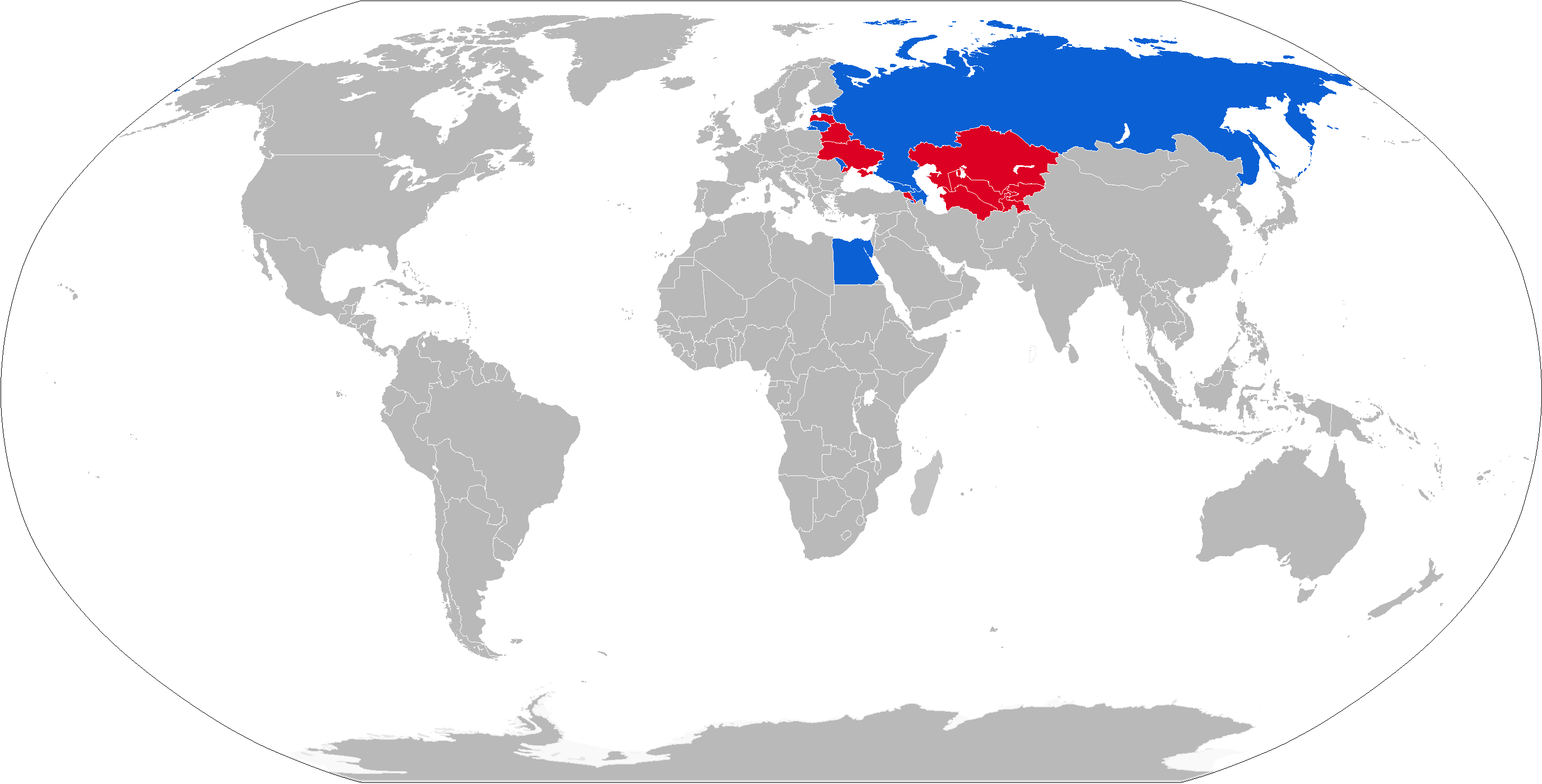
Mapa con los operadores actuales en azul y en rojo los anteriores.

### Operadores actuales
- Azerbaiyán
- Egipto[1]
- Estonia – 14 en espera desde 2010[2]
- Georgia[3]
- Costa de Marfil[4]
- Kazajistán – 45 en espera[5]
- Letonia[6]
- Lituania – 20 en espera desde 2016[7]
- Polonia
- Rusia
- Ucrania[5]
- Uzbekistán – 5 en espera[5]

### Operadores anteriores
- Libia: Gobierno de Salvación Nacional[8]
- Moldavia
- Unión Soviética: heredado por sus estados sucesores.